# Eudendrium racemosum
Eudendrium racemosum (Gmelin, 1791) è un idrozoo della famiglia Eudendriidae.

## Habitat e distribuzione
Strettamente bentonico cresce su fondali duri. Molto comune nel Mar Mediterraneo, dove costituisce la preda tipica di molte specie di Nudibranchia (ad esempio Flabellina iodinea, Flabellina affinis, Cratena peregrina, ecc).

## Descrizione
Forma colonie arborescenti alte fino a 10-15 centimetri. I polipi sono di colore arancio.